# قسطنطين الرابع
قسطنطين الرابع أو قُسطَنْطِينُ بْنُ قُسطَنْطِينَ (652 - 685)، كان إمبراطور بيزنطي حكم في الفترة ما بين 668-685. ولد بالقسطنطينية سنة 652 م، وهو الابن الأكبر للإمبراطور قنسطنس الثاني من زوجته فاوستا بنت فالنتينوس القائد البيزنطي الشهير الذي قاد التمرد ضد هرقلوناس وأمه مارتينا، وفي سنة 654 نصبه والده إمبراطورا شريكا له في الحكم، وبعد اغتيال والده أصبح قسطنطين إمبراطوراً.
كانت أولى المهام التي قام بها الإمبراطور الشاب بعد توليه السلطة هي قمع التمرد العسكري في صقلية والتي راح والده الإمبراطور قنسطنس الثاني ضحية لها.
وقد نجع في قمع التمرد بعد سبعة أشهر من توليه السلطة وبمساعدة من فيتاليان بابا روما، لكن أنباء تقدم المسلمين في الجبهة الشرقية غطت علي نجاح الإمبراطور في سحق التمرد.

## الحروب ضد المسلمين
استكمل المسلمون حركة الفتح الكبري التي قد بدأها أبو بكر وبلغت أشدها في عهد عمر بن الخطاب وعثمان بن عفان، لكنها توقفت قليلا أثناء حروب الفتنة الكبرى بين علي ومعاوية، وبتولي معاوية السلطة بدأ يعمل على توطيد سلطته واستكمال حركة الفتح.
ففي بداية سنة 668 أرسل الخليفة الأموي معاوية بن أبي سفيان حملة عسكرية ضخمة بقيادة ولده يزيد ضد الدولة الرومانية الشرقية، واخترق يزيد هضاب الأناضول ووصل حتي خلقدونية بل ونجح في الاستيلاء علي عمورية لكن استطاع البيزنطيون استعادتها سريعاً فيما بعد.
في سنة 669 هاجم المسلمون صقلية وقرطاج وفي السنة التالية استولوا على سيزيكوس واتخذوا منها قاعدة لشن هجمات أوسع ضد قلب الإمبراطورية في الأناضول، وفي سنة 672 استولت أساطيل العرب على مدينة سميرنا وعلى الكثير من المدن الساحلية، بعد ذلك أرسل العرب إسطولاً ضخما لمهاجمة القسطنطينية من البحر.
وبينما كان قسطنطين منشغلاً بأمر الحصار هاجم السلاف سالونيك لكنهم أجبروا على الانسحاب.
ظلت القسطنطينية تحت وطأة الحصار حتى سنة 678 عندما استخدم البيزنطيون النار الإغريقية لمهاجمة سفن المسلمين وكانت العامل الأبرز في هزيمة المسلمين في معركة سيليام البحرية قرب بامفيليا.
كانت من النتائج المباشرة للمعركة هزيمة المسلمين وانسحابهم من الأناضول، بل وقد هاجم البيزنطيون جيوش المسلمين المنسحبة وانتصروا عليها في ليسيا بالأناضول.

## الإصلاحات الدينية
بعد نجاح الإمبراطور في القضاء علي الخطر العربي اتجهت أنظاره صوب الكنيسة وحاول حل الخلافات بين مذهب المونوثيلية (المشيئة الواحدة) والأرثوذكسية, فدعا إلي عقد مجمع مسكوني في القسطنطينية في نوفمبر سنة 680 م وأكد المجتمعون في المجمع علي التمسك بعقيدة مجمع خلقدونية سنة 451.
كانت النتائج المباشرة لهذا المجمع وللقرارات التي تم التوصل إليها هو عودة السلام والوئام مع الغرب وبالذات مع كنيسة روما، حيث نعمت الإمبراطورية بسلام ديني، قضي علي ذلك الاختلاف والتناحر الذي كان سائدا، فقد غسلت القسطنطينية يدها من المونوفيزية, والمونوثيلية وتوجهت إلي الأرثوذكسية, وبعد أن شعرت أنه لا جدوي أو فائدة من أخذ أولئك النصاري الذين أصبحوا تحت السيادة الإسلامية بعين الاعتبار في قرارها الديني، وأن الأفضل أن تؤكد ارتباطها بالغرب وأهله وكنيسته.
كما أن هذا القرار أفادها في كسب تأييد بعض المسيحيين الذين كانوا خاضعين لحكم المسلمين، إلا أنهم كانوا معارضين أشد المعارضة للمنوفيزية، مما قوي نفوذ بيزنطة علي تلك الطائفة من الدولة الأموية
لقد شعر قسطنطين الرابع أن تفاهمه مع كنيسة روما وتحسين العلاقة معها هو أفضل للإمبراطورية من محاولة استرضاء أو تسوية نزاع ديني مع أقاليم لم تعد تابعة لها.

## الحرب ضد البغار
في سنة 680 هاجم خان البلغار أسباروخ أراضي الإمبراطورية وومتلكاتها في الدانوب وبدأ في إخضاع السكان المحليين وقبائل السلاف. فقام قسطنطين المعتل صحيا بمهاجمة البلغار برا وبحرا وضرب الحصار علي معسكرهم في ديبورجا. لكن تدهور حالة قسطنطين الصحية أجبرته على ترك الجيش والعودة إلي القسطنطينية علي عجل، وقد تسبب هذا القرار المفاجئ في نشر الذعر بين الجنود الأمر الذي أدي إلي هزيمة الجيش البيزنطي من قبل البلغار، وأجبر قسطنطين علي الاعتراف بدولة البلغار في مويسيا بل ودفع لهم الأموال نظير عدم مهاجمتهم تراقيا.

## مشكلة وراثة العرش
يبدو أن المكانة التي تمتع بها قسطنطين جعلته يفكر في إجراء تغيير في ولاية العهد، فقد ورث العرش علي أن يكون أخويه الصغيرين هرقليوس وتيبريوس شريكاه في الحكم ووريثاه من بعد، وقد تم تتويجهما في حياة أبيهما قنسطنز الثاني، فعندما بلغ جستنيان بن قسطنطين الرابع الثانية عشر من عمره قام قسطنطين سنة 681 بحرمان أخويه من لقبهما الإمبراطوري، وعين ابنه وليا للعهد.
لم يمر تصرف الإمبراطور قسطنطين الرابع دون معارضة، فقد اعترض رجال السناتو ورجال الجيش علي هذا التغيير، بل وتمرد عساكر ثغر الأناتوليك علي الإمبراطور واحتجوا علي تصرف.
وحتي يقضي علي هذه المعارضة قام قسطنطين بجدع أنفي شقيقيه هرقليوس وتيبريوس حتي يصبحا غير صالحين للمطالبة بالعرش، وكذلك أمر بإعدام زعماء ثغر الأناثوليك الذين تزعموا التمرد.
وفي سبتمبر سنة 686 م توفي الإمبراطور قسطنطين الرابع بمرض الزحار.

## العائلة
تزوج قسطنطين الرابع من آنستازيا وقد رزق منها بولدين على الأقل هما:
- جستنيان الثاني والذي خلف أباه علي العرش
- هرقليوس (هرقل)